# Bitwa pod Kliszowem (obraz)
Bitwa pod Kliszowem – obraz olejny nieznanego malarza z XVIII wieku znajdujący się w zbiorach Muzeum Wojska Polskiego w Warszawie. 

## Opis
Obraz przedstawia bitwę pod Kliszowem stoczoną 19 lipca 1702 pomiędzy armią szwedzką króla Karola XII a armią sasko-polską pod dowództwem króla Augusta II i hetmana wielkiego koronnego Hieronima Augustyna Lubomirskiego. Do bitwy doszło podczas III wojny północnej.
Na pierwszym planie widać anioła naprowadzającego na cel armatę z której strzał oddaje generał artylerii koronnej Marcin Kazimierz Kątski. Zgodnie z legendą wystrzelony pocisk miał zabić szwagra Karola XII, księcia Fryderyka IV Holsztyńskiego (w rzeczywistości został ciężko ranny i zmarł tego samego dnia), gdy ten prowadził do ataku oddziały szwedzkie na prawe skrzydło armii sasko-polskiej. Obok generała Kątskiego, tyłem do widza, widać oficera artylerii na koniu. Z prawej strony obrazu, za działami, stoją oficerowie. W głębi widoczna armia szwedzka.